# Gillian Sheen
Gillian Mary Sheen, MBE (* 21. August 1928 in London; † 5. Juli 2021 in Auburn, Vereinigte Staaten), verheiratete Gillian Donaldson war eine britische Florettfechterin.

## Leben
Gillian Sheen gewann bei den Weltmeisterschaften 1950 in Monte Carlo mit der Mannschaft die Bronzemedaille. An Olympischen Spielen nahm sie dreimal teil. 1952 schied sie in Helsinki in der Vorrunde aus, vier Jahre darauf erreichte sie die Finalrunde. Diese beendete sie mit sechs Siegen auf dem mit Olga Orbán geteilten ersten Platz. Sie setzte sich im anschließenden Stechen gegen Orbán mit 4:2 durch und wurde damit Olympiasiegerin. Bei den Olympischen Spielen 1960 in Rom kam sie sowohl in der Einzel- als auch in der Mannschaftskonkurrenz nicht über die Vorrunde hinaus. Zehnmal wurde sie britische Meisterin und gewann bei den British Empire and Commonwealth Games 1954 die Silber- sowie 1958 die Goldmedaille.
Sheen, die Zahnmedizin am University College Hospital studiert hatte, heiratete und nahm den Nachnamen Donaldson an. Sie ließ sich mit ihrem Ehemann in New York City nieder, wo beide gemeinsam eine Zahnarztpraxis betrieben.